# Cité Caisse
Cité Caisse (auch: Cité CNSS) ist ein Stadtviertel (französisch: quartier) im Arrondissement Niamey III der Stadt Niamey in Niger.

## Geographie
Cité Caisse liegt im Nordosten des urbanen Gemeindegebiets von Niamey. Die benachbarten Stadtviertel sind Banizoumbou II im Norden, Banifandou II im Osten und Süden sowie Banifandou I im Westen. Cité Caisse erstreckt sich über eine Fläche von etwa 18,5 Hektar und liegt wie der gesamte Norden von Niamey in einem Tafelland mit einer weniger als 2,5 Meter tiefen Sandschicht, wodurch nur eine begrenzte Einsickerung möglich ist.
Das Standardschema für Straßennamen in Cité Caisse ist Rue BF 1, wobei auf das französische Rue für Straße das Kürzel BF für Banifandou und zuletzt eine Nummer folgt. Dies geht auf ein Projekt zur Straßenbenennung in Niamey aus dem Jahr 2002 zurück, bei dem die Stadt in 44 Zonen mit jeweils eigenen Buchstabenkürzeln eingeteilt wurde. Diese Zonen decken sich nicht zwangsläufig mit den administrativen Grenzen der namensgebenden Stadtteile. So wird das Schema Rue BF 1 nicht nur in Banifandou I und Banifandou II, sondern auch in Cité Caisse angewendet.

## Geschichte
Cité Caisse wurde in den 1980er Jahren als Wohnsiedlung für Funktionäre der staatlichen Sozialversicherungsanstalt Caisse nationale de sécurité sociale (CNSS) gegründet.

## Bevölkerung
Bei der Volkszählung 2012 hatte Cité Caisse 3944 Einwohner, die in 617 Haushalten lebten. Bei der Volkszählung 2001 betrug die Einwohnerzahl 6850 in 1100 Haushalten.

## Infrastruktur
An der südwestlichen Ecke des Stadtviertels befindet sich der Markt von Cité Caisse, der 1986 errichtet wurde. Er erstreckt sich über eine Fläche von 0,4 Hektar und ist in erster Linie für die Versorgung der Bevölkerung des Stadtviertels von Bedeutung. Die öffentliche Grundschule Ecole primaire de la Cité Caisse wurde 1989 gegründet. Die Berufsschule Institut Nigérien d’Informatique et de Maintenance Electronique (INIME) bietet Ausbildungen zu Informatik, Elektrik, Buchhaltung und Bankwesen sowie zu verschiedenen weiteren Handwerken an.